# Haplodrassus chamberlini
Haplodrassus chamberlini är en spindelart som beskrevs av Norman I. Platnick och Mohammad U. Shadab 1975. Haplodrassus chamberlini ingår i släktet Haplodrassus och familjen plattbuksspindlar. Inga underarter finns listade i Catalogue of Life.